# Andrzej Jan Żydowski
Andrzej Jan Żydowski herbu Doliwa (zm. 1721) – chorąży krakowski w latach 1688–1721, stolnik krakowski w latach 1685–1688, podstarości i sędzia grodzki krakowski w latach 1676–1719.
Poseł sejmiku zatorskiego na sejm 1681 roku, sejm zwyczajny 1692/1693 roku, poseł sejmiku proszowickiego na sejm 1683 roku, sejm zwyczajny 1688 roku, sejm nadzwyczajny 1688/1689 roku, sejm nadzwyczajny 1693 roku, poseł na sejm 1695 roku.
Deputat do konstytucji z Małopolski w 1683 roku. 
W 1697 był elektorem Augusta II Mocnego z województwa krakowskiego. W 1704 roku podpisał pacta conventa Stanisława Leszczyńskiego.
Poseł na sejm pacyfikacyjny 1699 roku z księstwa oświęcimsko-zatorskiego. 